# 明日のない空
『明日のない空』（あしたのないそら）は、塀内夏子による日本の漫画作品。
『ビッグコミックスピリッツ』（小学館）において、2008年41号から2012年25号まで不定期連載された。単行本はビッグスピリッツコミックスより全3巻。

## あらすじ
才谷駿は、一家心中の生き残り。家族を失い、仕事と生活に追われ、精神を病んだ母に悩まされる彼が唯一、息抜きできるのは、彼が通う定時制高校のクラブ活動、ハンドボールだった。

## 主な登場人物
才谷 駿（さいたに しゅん）
主人公。通称「サイちゃん」。昼は河内製作所で働き、夜は東大阪第二高校の定時部に通う17歳。高校ではハンドボール部のキャプテンを務める。身長163センチと小柄だが、頭がよくリーダーシップに優れたチームの司令塔。
中学の頃、工務店を経営していた父が不景気を苦にして無理心中を図り、父と弟妹を失った。以降は、生き残ったものの精神を病んだ母と2人暮らし。父が心中を図ったときに唯一その場にいなかったため、父が自分を「置いていこうとした」ことに傷ついており、たびたび自殺を図る母に強い不安を抱く。
古賀 毅（こが つよし）
才谷の幼馴染にして親友。通称「ガッツ」。一日16時間も眠り、「朝が苦手」と言う理由で、才谷と同じ東大阪第二高校の定時部に通う。身長193センチとかなりの大柄で、「ハンドボールをするために生まれてきた」と評されるほどの逸材。
精神年齢が小学生で止まったような、子供っぽい“アホ”な性格。母はおらず、病気と称して働かない父としっかり者の姉の3人暮らし。
古賀 瑤子（こが ようこ）
才谷の幼馴染でガッツの姉。気が強いしっかり者で、働かない父と子供のような弟の面倒を見ながら、何かと才谷やその母の世話を焼いている。才谷とは互いに想いを寄せ合う仲。

## 単行本
- 塀内夏子『明日のない空』 小学館 ビッグスピリッツコミックス

1. ISBN 4091825699
2. ISBN 4091834582
3. ISBN 4091845363